# Ruth Negga
Ruth Negga (ሩት ነጋ; Addis Abeba, 4 maggio 1981) è un'attrice etiope naturalizzata irlandese.
Attiva soprattutto nel cinema irlandese, ha partecipato con ruoli di supporto in film come Isolation - La fattoria del terrore (2005), Breakfast on Pluto (2005), Fury (2012), 12 anni schiavo (2013), World War Z (2013), Warcraft - L'inizio (2016), e con il ruolo della protagonista nella serie televisiva Preacher. Nel 2014 è stata inoltre la doppiatrice de "l'Araldo dello Smeraldo" nel videogioco Dark Souls 2.
Ha ricevuto il plauso della critica per la sua interpretazione nel film Loving - L'amore deve nascere libero (2016), per il quale ha ricevuto la sua prima candidatura al Golden Globe, al Premio BAFTA, al Critics Choice Award e al Premio Oscar nella sezione miglior attrice protagonista. Nel 2021 ha ricevuto la sua seconda candidatura al Golden Globe e al Premio BAFTA e la sua prima candidatura per lo Screen Actors Guild Award nella sezione migliore attrice non protagonista cinematografica per la sua interpretazione nel film Due donne - Passing. Per il medesimo film si è aggiudicata un Independent Spirit Award. Ha inoltre ricevuto una candidatura al Tony Award per lo spettacolo teatrale Macbeth.

## Biografia
Ruth Negga è nata ad Addis Abeba, capitale dell'Etiopia, da madre irlandese e da padre etiope. I suoi genitori si sono conosciuti mentre lavoravano in un ospedale in Etiopia; sua madre era un'infermiera e suo padre era un medico. Negga, figlia unica, ha vissuto nella capitale etiope fino all'età di quattro anni. All'età di sette anni perse il padre in un incidente stradale. Si trasferì poi in Irlanda, a Limerick, dove è cresciuta. Studiò Recitazione al Samuel Beckett Center del Trinity College di Dublino, laureandosi come B.A. in arte drammatica.
Debuttò nel mondo cinema nel film irlandese Capital Letters del 2004, interpretando il ruolo di Taiwo. Il primo ruolo da protagonista arriva l'anno successivo, nel film Isolation - La Fattoria del Terrore del 2005, mentre in precedenza aveva lavorato principalmente in teatro Notando la recitazione della Negga, il regista Neil Jordan decise di cambiare la sceneggiatura di Breakfast on Pluto, in modo tale da poterla inserire nella pellicola. Apparve inoltre nel film del 2005 Colour Me Kubrick, accanto a John Malkovich, e nei cortometraggi The Four Horsemen, 3-Minute 4-Play e Stars.
Per la televisione, recitò nella serie televisiva Doctors, Criminal Justice e Love Is The Drug. Interpretò poi il ruolo di Doris "Sid" Siddiqi nella serie della BBC Personal Affairs, al fianco di Laura Aikman, Annabel Scholey e Maimie McCoy. Per il teatro, ottenne dei ruoli in Duck, Titus Andronicus e Lay Me Down Softly, mentre nel 2007 iniziò a lavorare per il gruppo teatrale irlandese Pan Pan Thatre. Nel 2010 ottenne il ruolo di Ofelia nella produzione del National Theater dell'Amleto di William Shakespeare e quello di Nikki nella serie televisiva Misfits del canale televisivo britannico E4.
Tra il 2010 e il 2011 ha lavorato per la serie irlandese RTÉ One Love/Hate, nel ruolo di Rosie Moynihan. Negli anni successivi ha preso parte a parecchie pellicole di successo, tra cui World War Z (2013), 12 anni schiavo (2013), Warcraft - L'inizio (2016). Nel 2016 interpreta Mildred Loving nel film biografico Loving ed ha ricevuto il plauso della critica e numerosi riconoscimenti. Ha, tra gli altri, ricevuto una candidatura come miglior attrice protagonista ai Premi Oscar 2017, come miglior stella emergente ai Premi BAFTA 2017, come miglior attrice in un film drammatico ai Golden Globe 2017 e vince il premio alla miglior attrice ai Satellite Awards 2017.

## Vita privata
Negga ha avuto una relazione con l'attore Dominic Cooper a partire dal 2010. Si sono incontrati per la prima volta nel 2009 mentre lavoravano insieme in un adattamento teatrale di Phèdre con Helen Mirren. I due hanno vissuto insieme a Primrose Hill a Londra. La loro relazione è durata sei anni; tuttavia, Negga ha sottolineato che la stampa ha impiegato anni per apprendere della rottura, che è stata segnalata per la prima volta solo nell'aprile 2018. Negga è apparsa al fianco di Cooper nella serie televisiva Preacher, in cui la coppia interpreta due amanti.
A partire dal 2020, Negga risiede a Los Angeles, California.

## Filmografia

### Attrice

#### Cinema
- Capital Letters, regia di Ciarán O'Connor (2004)
- Breakfast on Pluto, regia di Neil Jordan (2005)
- Isolation - La fattoria del terrore (Isolation), regia di Billy O'Brien (2005)
- Colour Me Kubrick, regia di Brian W. Cook (2005) - non accreditata
- Corduroy, regia di Hugh O'Conor (2009)
- Jacob, regia di Sam Magdi Hanna (2010)
- Bleach, regia di Lynsey Miller (2010)
- Hello Carter, regia di Anthony Wilcox (2011)
- Fury (The Samaritan), regia di David Weaver (2012)
- World War Z, regia di Marc Forster (2013)
- 12 anni schiavo (12 Years a Slave), regia di Steve McQueen (2013)
- Jimi: All Is by My Side, regia di John Ridley (2014)
- Warcraft - L'inizio (Warcraft), regia di Duncan Jones (2016)
- Loving - L'amore deve nascere libero (Loving), regia di Jeff Nichols (2016)
- Ad Astra, regia di James Gray (2019)
- Due donne - Passing (Passing), regia di Rebecca Hall (2021)
- Dopo Oliver (Good Grief), regia di Dan Levy (2023)

#### Televisione
- Doctors - serie televisiva, 1 episodio (2004)
- Love is the Drug - serie televisiva, 4 episodi (2004)
- 3-Minute 4-Play, regia di Johnny O'Reilly - cortometraggio (2005)
- Stars, regia di Eoghan Kidney - cortometraggio (2005) - voce
- The Four Horsemen, regia di Rob Kelly - cortometraggio (2006)
- Red Mist, regia di Eamon Little - documentario (2007) - voce
- Criminal Justice - serie televisiva, 5 episodi (2008)
- Personal Affairs - serie televisiva, 5 episodi (2009)
- Five Daughters - serie televisiva, 3 episodi (2010)
- Misfits - serie televisiva, 6 episodi (2010)
- The Nativity - miniserie televisiva, 4 episodi (2010)
- Love/Hate - serie televisiva, 8 episodi (2010-2011)
- Shirley, regia di Colin Teague - film TV (2011)
- Agents of S.H.I.E.L.D. - serie TV, 18 episodi (2013-2018)
- Preacher – serie TV, 33 episodi (2016-2019)
- Presunto innocente (Presumed Innocent) – miniserie TV (2024)

### Produttrice
- Due donne - Passing (Passing), regia di Rebecca Hall (2021)

## Teatro
- Duck di Stella Feehily, regia di Max Stafford-Clark. Traverse Theatre di Edimburgo (2003)
- The Burial at Thebes di Seamus Heaney, regia di Lorraine Pintal. Abbey Theatre di Dublino (2004)
- The Bacchae of Baghdad, testo e regia di Conall Morrison. Abbey Theatre di Dublino (2006)
- Il crogiuolo di Arthur Miller, regia di Patrick Mason. Abbey Theatre di Dublino (2007)
- Fedra di Jean Racine, regia di Nicholas Hytner. National Theatre di Londra (2009)
- Amleto di William Shakespeare, regia di Nicholas Hytner. National Theatre di Londra (2010)
- Il furfantello dell'Ovest di John Millington Synge, regia di John Crowley. Old Vic di Londra (2011)
- Amleto di William Shakespeare, regia di Yaël Farber. Gate Theatre di Dublino (2018), St. Ann's Warehouse di New York (2020)
- Portia Coughlan di Marina Carr, regia di Caroline Byrne. Young Vic di Londra (2020)
- Macbeth di William Shakespeare, regia di Sam Gold. Lyceum Theatre di Broadway (2022)

## Riconoscimenti
- Premio Oscar
  - 2017 - Candidatura per la miglior attrice per Loving - L'amore deve nascere libero[8]
- Golden Globe
  - 2017 - Candidatura per la miglior attrice in un film drammatico per Loving[10]
  - 2022 - Candidatura per la migliore attrice non protagonista per Due donne - Passing
- AACTA International Award
  - 2016 - Candidatura per la miglior attrice protagonista per Loving - L'amore deve nascere libero
- BAFTA
  - 2017 - Candidatura per la miglior stella emergente
  - 2022 - Candidatura per la migliore attrice non protagonista per Due donne - Passing [9]
- Critics' Choice Movie Award
  - 2016 - Candidatura per la miglior attrice per Loving - L'amore deve nascere libero
- Gotham Independent Film Awards
  - 2016 - Candidatura per la miglior attrice per Loving - L'amore deve nascere libero
- Independent Spirit Awards
  - 2021 - Candidatura per la miglior attrice protagonista per Loving - L'amore deve nascere libero
- Premio Laurence Olivier
  - 2004 - Candidatura per la miglior esordiente in un'opera teatrale per Duck
- Satellite Award
  - 2017 - Miglior attrice per Loving - L'amore deve nascere libero[11]
- Tony Award
  - 2022 - Candidatura per la miglior attrice protagonista in un'opera teatrale per Macbeth

## Doppiatrici italiane
Nelle versioni in italiano dei suoi film, Ruth Negga è stata doppiata da:
- Valentina Favazza in Fury, Warcraft - L'inizio
- Stella Musy in World War Z, Loving - L'amore deve nascere libero
- Domitilla D'Amico in Breakfast on Pluto
- Rachele Paolelli in Isolation - La fattoria del terrore
- Daniela Calò in Agents of S.H.I.E.L.D.
- Jessica Bologna in Jimi: All Is by My Side
- Maddalena Vadacca in Preacher
- Letizia Scifoni in Ad Astra
- Ilaria Latini in Due donne - Passing
- Loretta Di Pisa in Dopo Oliver
- Guendalina Ward in Presunto innocente